# Pisenor
Pisenor es un género de arañas migalomorfas de la familia Barychelidae. Se encuentra en África subsahariana.

## Lista de especies
Según The World Spider Catalog 11.5:
- Pisenor arcturus (Tucker, 1917)
- Pisenor leleupi (Benoit, 1965)
- Pisenor lepidus (Gerstäcker, 1873)
- Pisenor macequece (Tucker, 1920)
- Pisenor notius Simon, 1889
- Pisenor plicatus (Benoit, 1965)
- Pisenor selindanus (Benoit, 1965)
- Pisenor tenuistylus (Benoit, 1965)
- Pisenor upembanus (Roewer, 1953)